# Kerkeind (Deurne)
Het Kerkeind is een buurtschap in de gemeente Deurne, in de Nederlandse provincie Noord-Brabant. De buurtschap is gelegen ten noorden van de dorpskom.
Het Kerkeind ligt aan de westzijde van het akkercomplex de Vloeiakker aan de beek de Vlier. In de buurtschap lagen in de Late Middeleeuwen enkele voorname goederen, zoals Ter Vloet, Ter Brake en het Spierinxgoed. In de buurtschap woonde in het midden van de veertiende eeuw op het goed Ter Vloet de lokale machthebber, de heer van Deurne. Kort voor 1383 verplaatste deze zijn residentie naar het Haageind, aan de oostzijde van de Vloeiakker (het huidige Klein Kasteel. Daarmee verloor het Kerkeind geleidelijk zijn vooraanstaande positie.

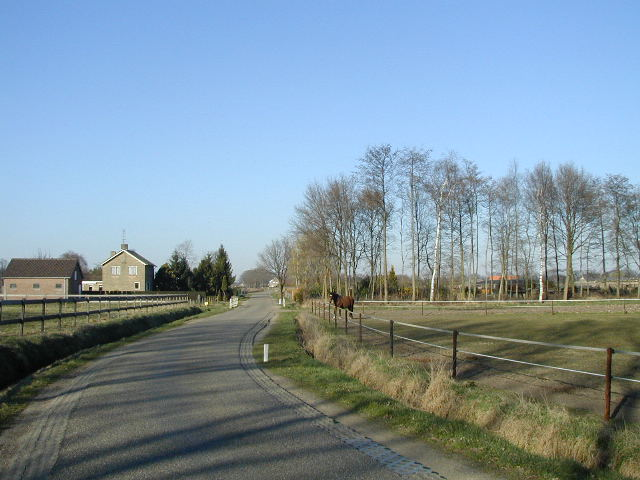
Een deel van de buurtschap Kerkeind in Deurne. Rechts lag in de middeleeuwen het goed Ter Vloet

De buurtschap wordt tegenwoordig door de provinciale weg Helmond-Venray van de dorpskom afgesneden. In de buurtschap zijn nog enkele oude boerderijen te zien, onder meer op de locaties waar voorheen Ter Brake en het Spierinxgoed lagen (aan de Kerkeindseweg). Ook landschappelijk is de buurtschap nog fraai gelegen, omgeven door enkele bolle akkers.
Dorpen: Deurne · Helenaveen · Liessel · Neerkant · Vlierden · Walsberg

Buurtschappen: Baarschot · Belgeren · Bleijs · Breemortel · Groote Bottel · Kleine Bottel · Groot Bruggen · Klein Bruggen · Derp · Donschot · Haageind · Halte · Hanenberg · Heieind · Heimolen · Heitrak · Kerkeind · Kranenmortel · Kulert · Leensel · Luttel Meijel · Merlenberg · Molenhof · Pannenschop · Ruth · Schans · Schelm · Sloot · Veldheuvel · Vloeieind · De Voorstad · Voorste Beerdonk · Voort · Vreekwijk

Noord-Brabant: Steden en dorpen      Nederland: Provincies · Gemeenten